# Forte Mitterberg
Il forte Mitterberg (in tedesco Werk Mitterberg) è un forte austroungarico della prima guerra mondiale che si trova presso il paese di Sesto, nella val di Sesto, in Alta Pusteria, in Alto Adige. Il forte appartiene al grande sistema di fortificazioni austriache al confine italiano.
Il forte fu eretto negli anni 1885-1889, ad una quota di 1575 metri, ed assieme al Forte Haideck sbarrava l'accesso alla val di Sesto alle truppe italiane che avrebbero voluto accedere all'Impero austroungarico dal passo di Monte Croce di Comelico.
Il forte è una struttura di grandi dimensioni, disposto su tre livelli, corazzato con blocchi in granito, difeso da diverse postazioni di artiglieria fisse e vallo difensivo frontale verso il passo di Monte Croce di Comelico (Kreuzbergpass).

## Storia

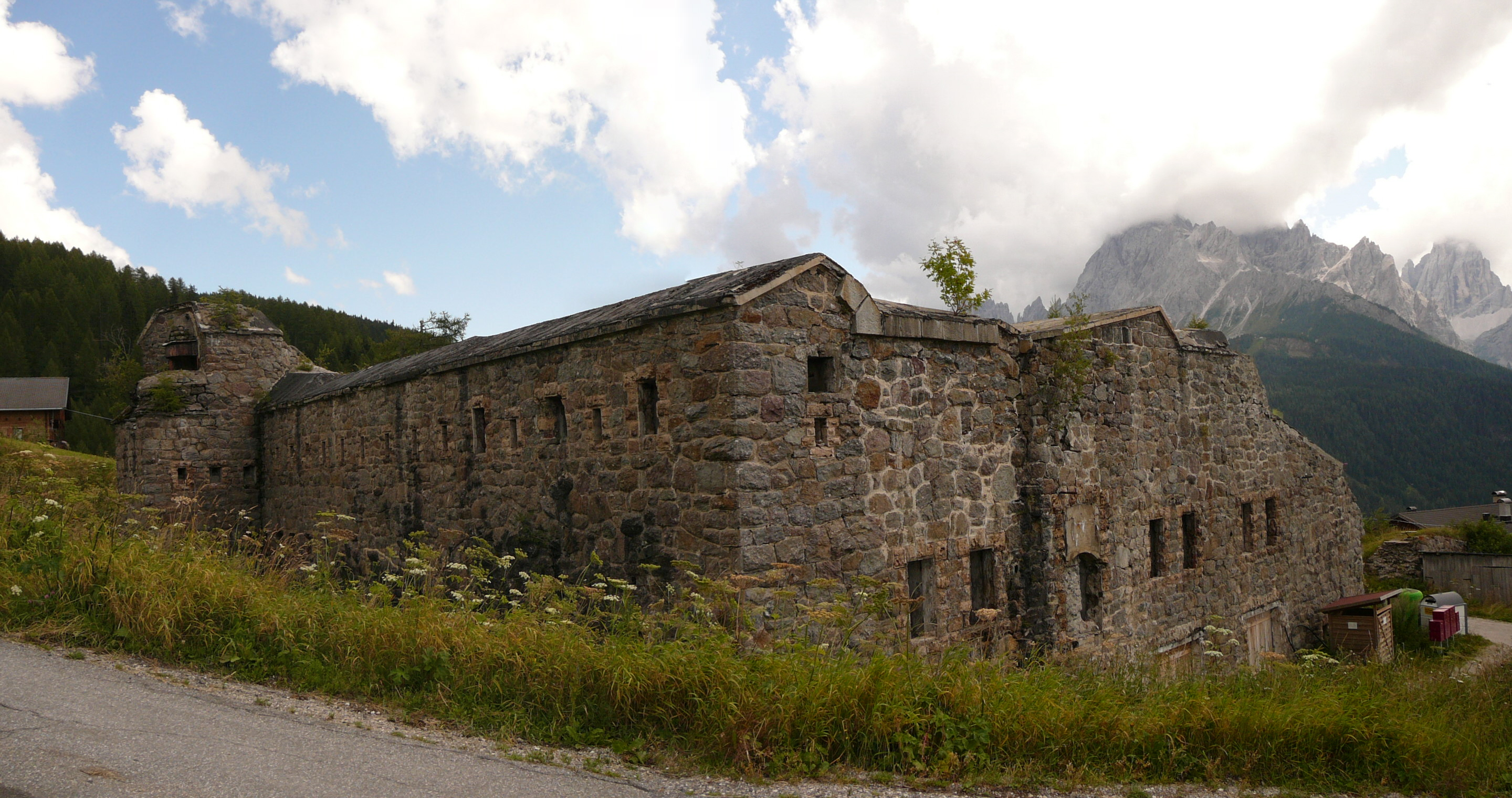
Il Forte Mitterberg

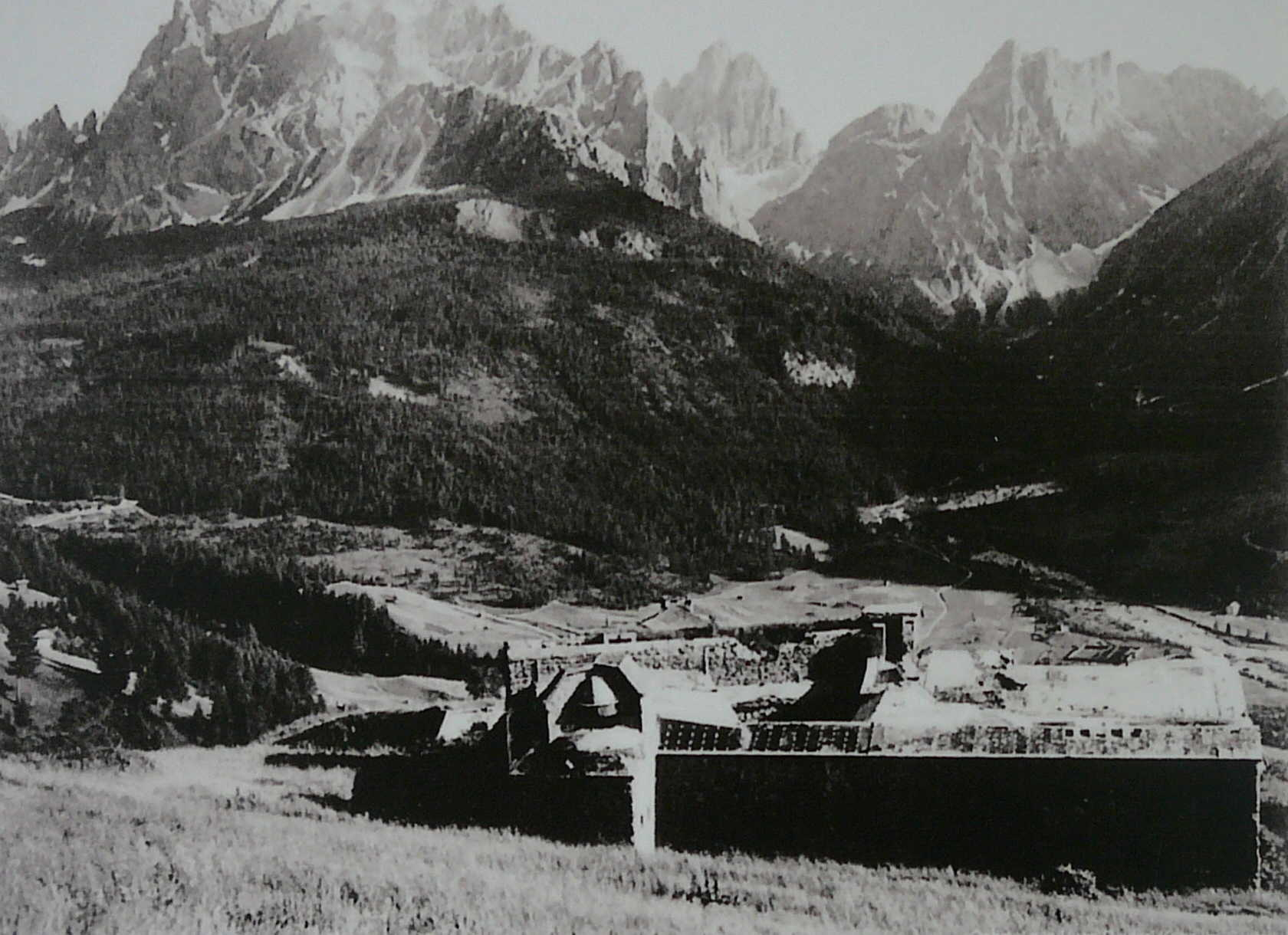
Foto storica del forte

Con il Forte Haideck formava la chiusa di Sesto. Al momento della sua edificazione, il forte rappresentava una fortificazione tatticamente moderna ma, dopo che furono sviluppate le granate con forza dirompente e penetrante, esso perdette la sua modernità e quindi nel 1909 fu giudicato non più così sicuro.
Fu così che nel gennaio del 1915 il forte venne disarmato e trasformato in un deposito; i suoi pezzi d'artiglieria furono quindi spostati all'aria aperta in una posizione più elevata.
In totale, durante i combattimenti il forte fu bersagliato da circa 160 colpi, ma effettivamente colpito soltanto da 12 colpi di calibro 280.
Negli anni della guerra il forte venne utilizzato come punto d'appoggio per la fanteria. Per ingannare le truppe italiane sull'efficienza del forte, i soldati austriaci di giorno facevano il fuoco utilizzando legna bagnata per produrre un denso fumo nero, mentre durante la notte tenevano le luci accese.
Dopo la disfatta di Caporetto il forte divenne nel 1918 un quartiere per le emergenze, utilizzato da alcune famiglie di sfollati mentre attendevano di farsi ricostruire la propria dimora.
Alla fine del conflitto, il forte venne acquisito dal demanio militare italiano e utilizzato principalmente come deposito.
Alla fine degli anni '60 l'associazione Dolomitenfreunde chiese l'autorizzazione per trasformare il forte in un museo, ma il permesso non fu concesso.
Negli ultimi anni il comune di Sesto si è interessato ad acquisire la proprietà della fortezza per poter integrare il forte nelle infrastrutture culturali e storiche del paese.

## Armamenti
- 3 cannoni da 120 millimetri Modello 80/96 in cannoniera ad apertura minima;
- 3 mortai da 150 millimetri Modello 78 in cupole corazzate, sostituiti all'inizio del secolo con 3 mortai da 100 millimetri;
- 11 mitragliatrici Montigny calibro 11 millimetri e altri pezzi in posizioni campali.